# Zehnerpotenz
Zehnerpotenzen, auch Stufenzahlen genannt, sind Potenzen mit der Basis 10 und einem ganzzahligen Exponenten. Eine wichtige Anwendung der Zehnerpotenzen ist die Schreibweise von Gleitkommazahlen, beispielsweise in der technischen Notation.

## Die Zehnerpotenzen
Zu Zahlennamen von Zehnerpotenzen siehe auch im entsprechenden Abschnitt im Artikel Zahlennamen. Hier die wichtigsten Zahlennamen von Zehnerpotenzen einschließlich zugehöriger SI-Vorsätze:
| Name               | Zahl in Exponential- schreibweise | Zahl in Dezimalschreibweise                                          | Vorsatz | Vorsatz   |
| Name               | Zahl in Exponential- schreibweise | Zahl in Dezimalschreibweise                                          | Name    | Zei- chen |
| ------------------ | --------------------------------- | -------------------------------------------------------------------- | ------- | --------- |
| Quintillionstel    | {\displaystyle 10^{-30}}          | {\displaystyle 0{,}000\,000\,000\,000\,000\,000\,000\,000\,000\,001} | Quekto  | q         |
| Quadrilliardstel   | {\displaystyle 10^{-27}}          | {\displaystyle 0{,}000\,000\,000\,000\,000\,000\,000\,000\,001}      | Ronto   | r         |
| Quadrillionstel    | {\displaystyle 10^{-24}}          | {\displaystyle 0{,}000\,000\,000\,000\,000\,000\,000\,001}           | Yokto   | y         |
| Trilliardstel      | {\displaystyle 10^{-21}}          | {\displaystyle 0{,}000\,000\,000\,000\,000\,000\,001}                | Zepto   | z         |
| Trillionstel       | {\displaystyle 10^{-18}}          | {\displaystyle 0{,}000\,000\,000\,000\,000\,001}                     | Atto    | a         |
| Billiardstel       | {\displaystyle 10^{-15}}          | {\displaystyle 0{,}000\,000\,000\,000\,001}                          | Femto   | f         |
| Billionstel        | {\displaystyle 10^{-12}}          | {\displaystyle 0{,}000\,000\,000\,001}                               | Piko    | p         |
| Milliardstel       | {\displaystyle 10^{-9}}           | {\displaystyle 0{,}000\,000\,001}                                    | Nano    | n         |
| Millionstel        | {\displaystyle 10^{-6}}           | {\displaystyle 0{,}000\,001}                                         | Mikro   | μ         |
| Hunderttausendstel | {\displaystyle 10^{-5}}           | {\displaystyle 0{,}000\,01}                                          |         |           |
| Zehntausendstel    | {\displaystyle 10^{-4}}           | {\displaystyle 0{,}000\,1}                                           |         |           |
| Tausendstel        | {\displaystyle 10^{-3}}           | {\displaystyle 0{,}001}                                              | Milli   | m         |
| Hundertstel        | {\displaystyle 10^{-2}}           | {\displaystyle 0{,}01}                                               | Zenti   | c         |
| Zehntel            | {\displaystyle 10^{-1}}           | {\displaystyle 0{,}1}                                                | Dezi    | d         |
| Eins               | {\displaystyle 10^{0}}            | {\displaystyle 1}                                                    |         |           |
| Zehn               | {\displaystyle 10^{1}}            | {\displaystyle 10}                                                   | Deka    | da        |
| Hundert            | {\displaystyle 10^{2}}            | {\displaystyle 100}                                                  | Hekto   | h         |
| Tausend            | {\displaystyle 10^{3}}            | {\displaystyle 1\,000}                                               | Kilo    | k         |
| Zehntausend        | {\displaystyle 10^{4}}            | {\displaystyle 10\,000}                                              |         |           |
| Hunderttausend     | {\displaystyle 10^{5}}            | {\displaystyle 100\,000}                                             |         |           |
| Million            | {\displaystyle 10^{6}}            | {\displaystyle 1\,000\,000}                                          | Mega    | M         |
| Milliarde          | {\displaystyle 10^{9}}            | {\displaystyle 1\,000\,000\,000}                                     | Giga    | G         |
| Billion            | {\displaystyle 10^{12}}           | {\displaystyle 1\,000\,000\,000\,000}                                | Tera    | T         |
| Billiarde          | {\displaystyle 10^{15}}           | {\displaystyle 1\,000\,000\,000\,000\,000}                           | Peta    | P         |
| Trillion           | {\displaystyle 10^{18}}           | {\displaystyle 1\,000\,000\,000\,000\,000\,000}                      | Exa     | E         |
| Trilliarde         | {\displaystyle 10^{21}}           | {\displaystyle 1\,000\,000\,000\,000\,000\,000\,000}                 | Zetta   | Z         |
| Quadrillion        | {\displaystyle 10^{24}}           | {\displaystyle 1\,000\,000\,000\,000\,000\,000\,000\,000}            | Yotta   | Y         |
| Quadrilliarde      | {\displaystyle 10^{27}}           | {\displaystyle 1\,000\,000\,000\,000\,000\,000\,000\,000\,000}       | Ronna   | R         |
| Quintillion        | {\displaystyle 10^{30}}           | {\displaystyle 1\,000\,000\,000\,000\,000\,000\,000\,000\,000\,000}  | Quetta  | Q         |

Der Exponent gibt dabei die Zahl der Nullen zur Dezimalschreibweise der Zehnerpotenz an. Wenn dort 106 (zehn hoch sechs) steht, dann bedeutet das eine Eins mit 6 Nullen (Million).

## Zehnerpotenzen und SI-Präfixe
Für Maßeinheiten definiert das Internationale Einheitensystem (SI) zweisilbige Vorsätze, die die Bedeutung von Zehnerpotenzfaktoren haben, wie sie in vorstehender Tabelle enthalten sind. Bei messbaren Größen kann das Schreiben von langen Ziffernfolgen oder von Zehnerpotenzen vielfach vermieden werden. Beispiele:
17 000 Meter = 1,7·104 Meter = 17 Kilometer = 17 km
1 Kilowattstunde = 3 600 000 Joule = 3.6e6 J = 3,6 MJ

## Verwendung

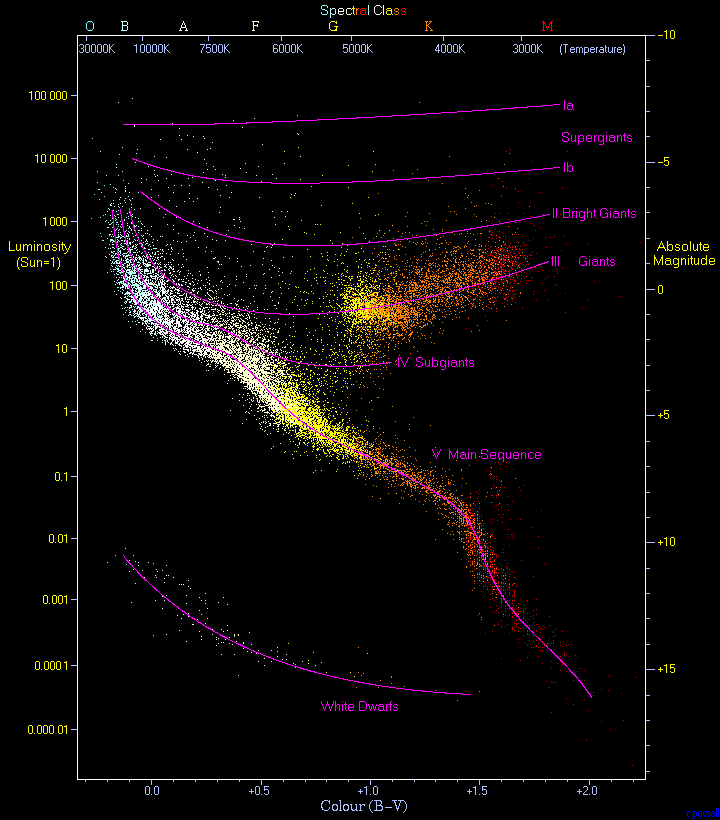
Hertzsprung-Russell-Diagramm. Abszisse: Farbindex der Sterne, Ordinate: Leuchtkraft (Sonne = 1) in Zehnerpotenzen

Da unser übliches Zahlensystem, das Dezimalsystem (zu lat. decimus „der Zehnte“), auf Zehnerpotenzen beruht, können mit diesen auch sehr große und sehr kleine Zahlen kompakt geschrieben werden. Diese Schreibweise bildet die Grundlage der wissenschaftlichen Notation (kurz SCI für englisch scientific), in der eine Dezimalzahl auf eine normierte Mantisse und einen Potenzfaktor zur Basis 10 umgeschrieben wird.
Dazu als Beispiele:
4.711e3 = 4711
4.711e2 = 471,1
4.711e-9 = 0,000 000 004 711
Auch die Achsen von Diagrammen werden oft nicht linear, sondern in Zehnerpotenzen als logarithmische Skala geteilt, wenn es um sehr große Wertebereiche geht. Ein Beispiel aus der Astronomie – die man ja mit „astronomisch großen Zahlen“ assoziiert – ist das Hertzsprung-Russell-Diagramm, das im nebenstehenden Bild auf der Ordinate eine Skala von 0,000 01 bis 100 000 Einheiten der Sonnen-Leuchtkraft L0 zeigt. Dann liegt aber z. B. in der Mitte zwischen 10 und 100 L0 nicht der Wert 20 oder 50, sondern rund 32 L0. Dieser Wert ist nicht das arithmetische, sondern das geometrische Mittel von 101 und 102, das ist 101,5 bzw. die Wurzel aus 10·100.

## Rechnen mit Zehnerpotenzen
Es gibt einige einfache Rechenregeln für das Rechnen mit Zehnerpotenzen:
- Multipliziert man eine natürliche Zahl mit einer Stufenzahl, so werden die Nullen der Stufenzahl an die natürliche Zahl angehängt.
- Multipliziert man einen Dezimalbruch mit einer Stufenzahl, so rückt das Komma um so viele Stellen nach rechts, wie die Stufenzahl Nullen hat.
- Dividiert man einen Dezimalbruch durch eine Stufenzahl, so rückt das Komma um so viele Stellen nach links, wie die Stufenzahl Nullen hat.